# Lambis lambis
Ptérocère commun
Espèce
Synonymes
- voir paragraphe #Synonymes

Lambis lambis ou Ptérocère commun est une espèce de mollusque gastéropode tropical de la famille des Strombidae (les « strombes »). C'est  le plus abondant des Ptérocères. 
Il est parfois appelé « ptérocère commun » ou « Sept-doigts » en raison des digitations marquées qui s'élancent de la lèvre de la coquille. 

## Synonymes
- Lambis (Lambis) lambis (Linnaeus, 1758)
- Lambis adamii Bozzetti & T. Cossignani, 2003
- Lambis cerea Röding, 1798
- Lambis hermaphrodita Röding, 1798
- Lambis laciniata Röding, 1798
- Lambis lamboides Röding, 1798
- Lambis lobata Röding, 1798
- Lambis maculata Röding, 1798
- Pterocera lambis (Linnaeus, 1758)
- Strombus lambis Linnaeus, 1758

## Description
La coquille est massive et biconique. Le labre de la coquille possède six extensions digitiformes (sept si on compte le canal siphonal). La coquille est blanche et marbrée de brun ; l’ouverture est brun clair, mais peut parfois être rouge orangé. Chez l'animal vivant, les yeux sont souvent visibles, au bout de deux pédoncules oculaires assez longs et très mobiles. 
Taille : 9 à 27,5 cm.

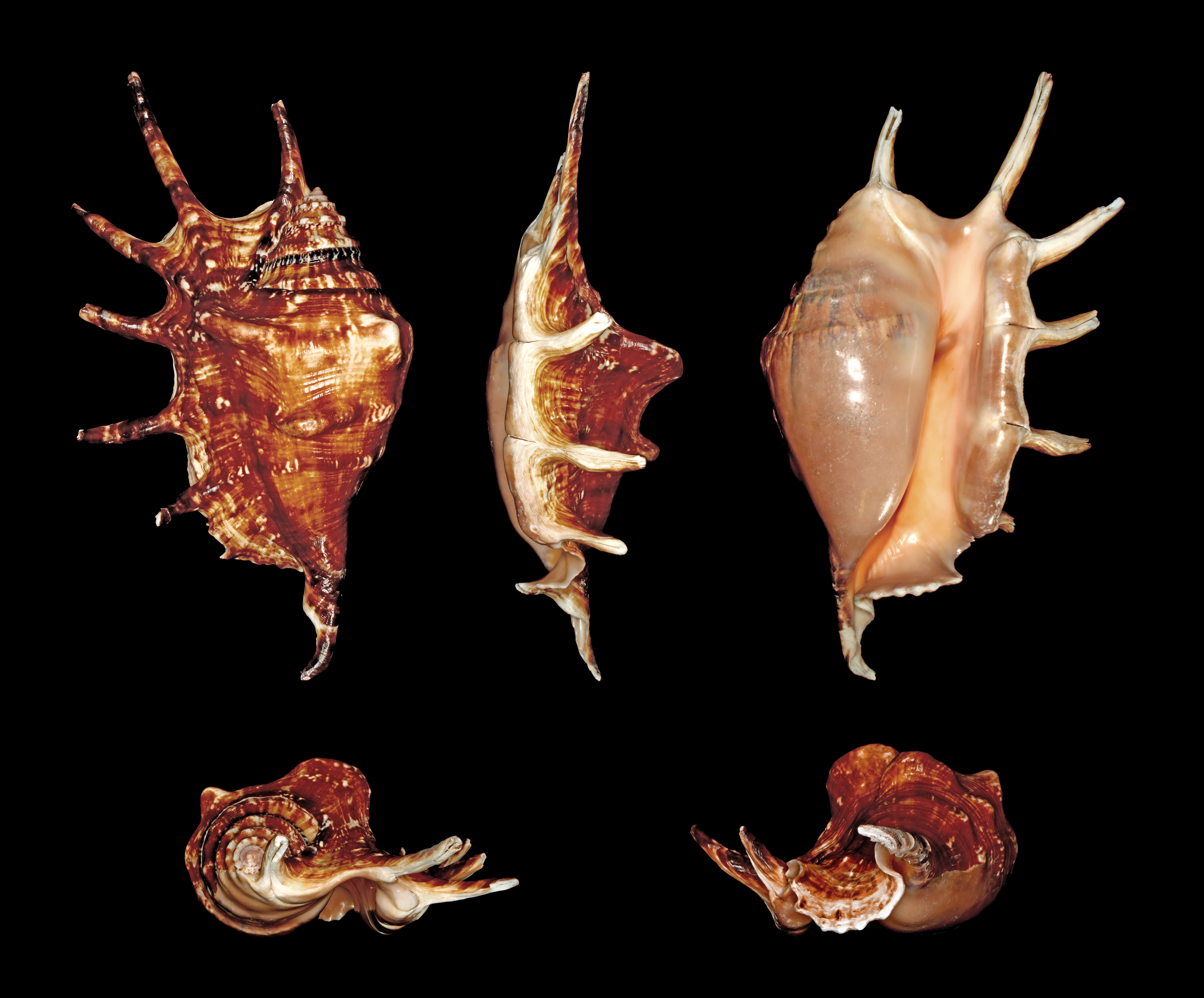
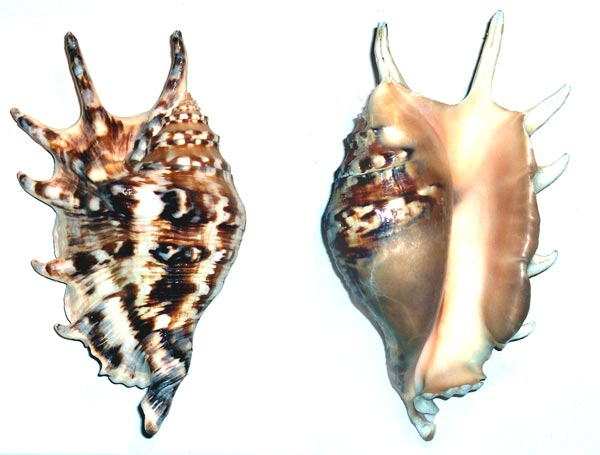
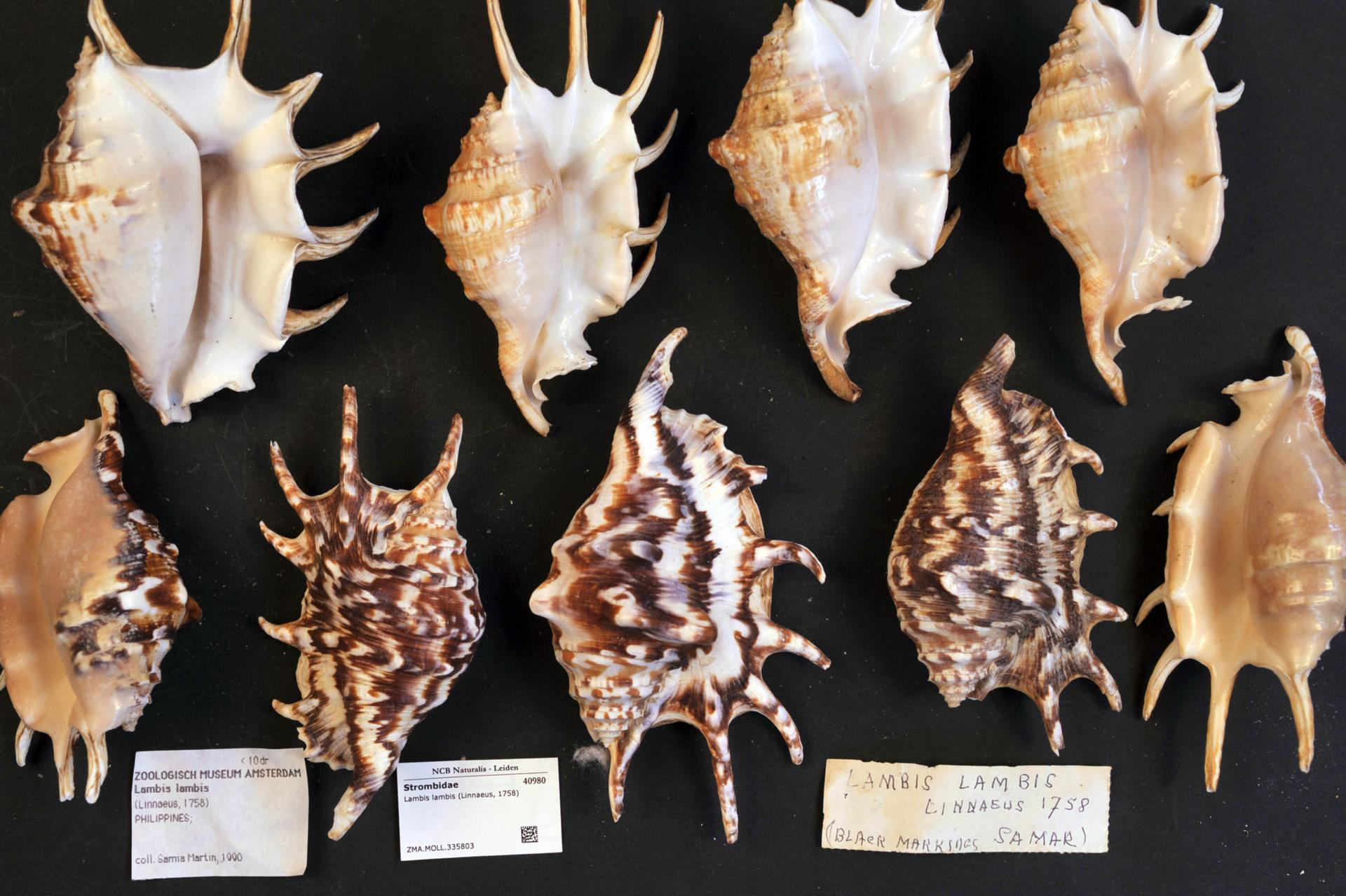

Cette espèce est souvent confondue avec d'autres espèces du même genre, comme Lambis truncata, Lambis crocata et Lambis scorpius. 
Ce coquillage se nourrit d'algues qui poussent sur le corail mort ou sur les rochers. 

## Dimorphisme sexuel
Le dimorphisme sexuel est apparent chez cette espèce ; trois critères permettent de distinguer aisément mâles et femelles :
- Les coquilles des mâles sont plus petites et plus colorées.
- Les coquilles des femelles portent sur l’épaulement un long tubercule double alors que  les mâles possèdent deux tubercules.
- Les expansions digitées des femelles s’incurvent légèrement vers le haut.

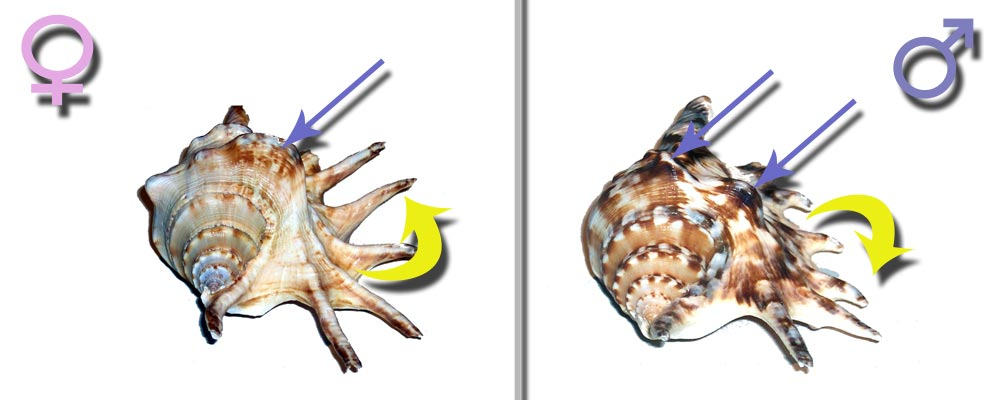
Dimorphisme sexuel

## Habitat et répartition
On trouve cette espèce dans les océans Indien et ouest-Pacifique, en zone tropicale et dès les premiers mètres et jusqu'à 10 mètres de profondeur. Il s'agit de l'espèce la plus commune du genre Lambis. 

## Philatélie
Ce mollusque figure sur des émissions d'Indonésie de 1970 (valeur faciale : 10 + 1 r) et de Nouvelle-Calédonie de 1972 (valeur faciale : 3 F.).